# Житниково (Московская область)
Жи́тниково — деревня в Сергиево-Посадском районе Московской области, в составе муниципального образования Сельское поселение Васильевское (до 29 ноября 2006 года входила в состав Васильевского сельского округа).

## Население
| 2002 | 2006 | 2010 |
| ---- | ---- | ---- |
| 6    | →6   | ↗8   |

## География
Житниково расположено примерно в 27 км (по шоссе) на запад от Сергиева Посада, на реке Воре, у её впадения в озеро Озерецкое, высота центра деревни над уровнем моря — 199 м.
На 2016 год в деревне зарегистрировано 4 садовых товарищества. Деревня связана автобусным сообщением с райцентром и соседними населёнными пунктами.